# Relingues
 (janvier 2014).
Si vous disposez d'ouvrages ou d'articles de référence ou si vous connaissez des sites web de qualité traitant du thème abordé ici, merci de compléter l'article en donnant les références utiles à sa vérifiabilité et en les liant à la section « Notes et références ».
- Relingues fut une des seigneuries les plus anciennes et les plus importantes de l'Artois. Elle doit surtout sa renommée à ses illustres propriétaires. Dès le XVe siècle, la famille de Bac s’octroie la charge de Prévôt des maréchaux de Charles le Téméraire. Au XVIIe siècle, Pierre de la Haye est fait comte d’Hézecques par Louis XIV. Quant à Albert Louis Emmanuel de Fouler, il s’illustre à la bataille d’Austerlitz et se distingue à Heilsberg. Napoléon l’élève au rang de comte de l’Empire. Il termine sa carrière général de division avant d’être fait chevalier de Saint-Louis et grand officier de la Légion d’honneur. Enfin le glorieux château accueille le quartier général des troupes britanniques, entre 1915 et 1916, sous la conduite du général  Douglas Haig.
- Le château de Relingues, à Lillers, date de 1634.